# Военно-Осетинская дорога

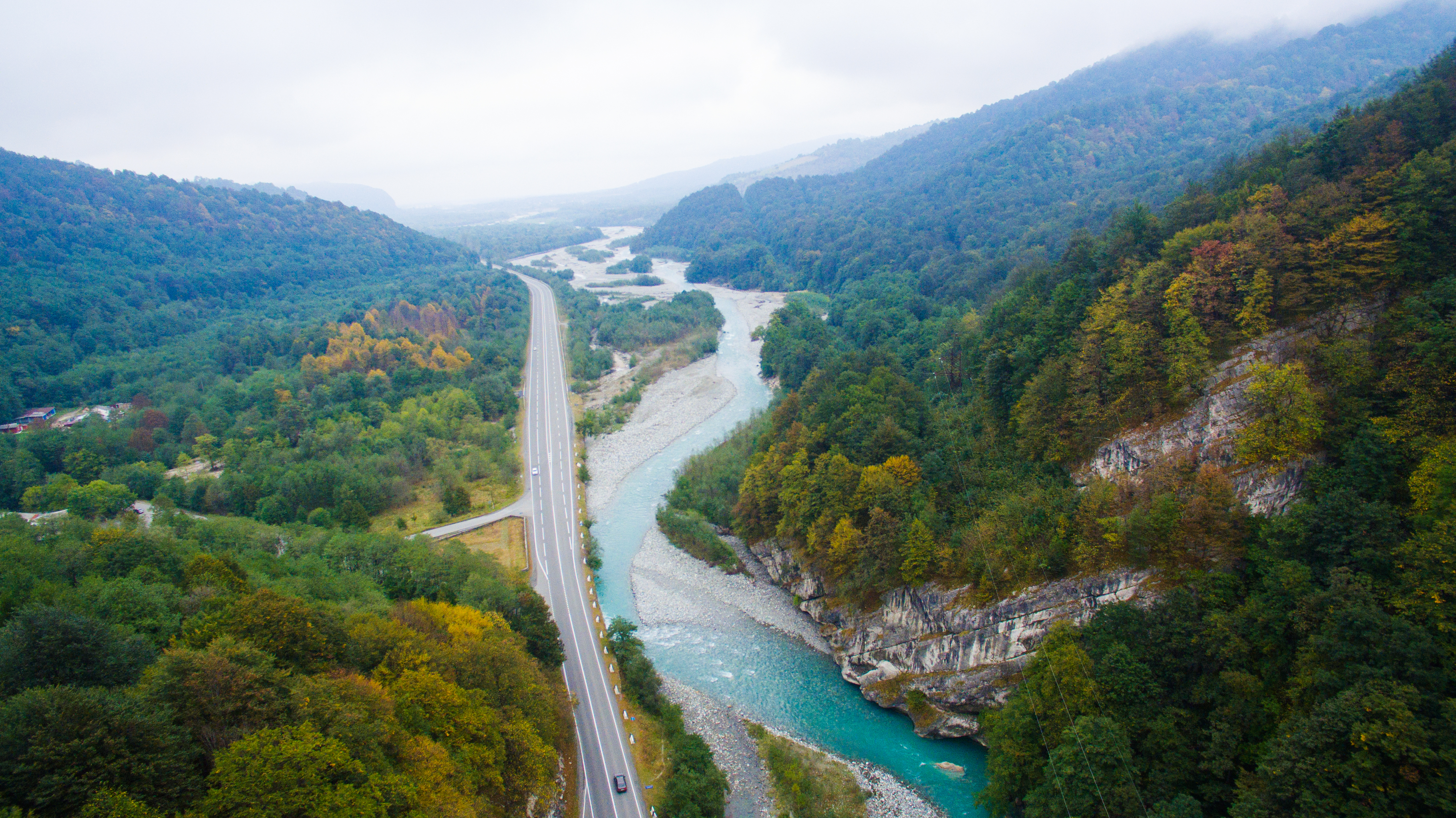
Военно-Осетинская дорога на выходе из Алагирского ущелья

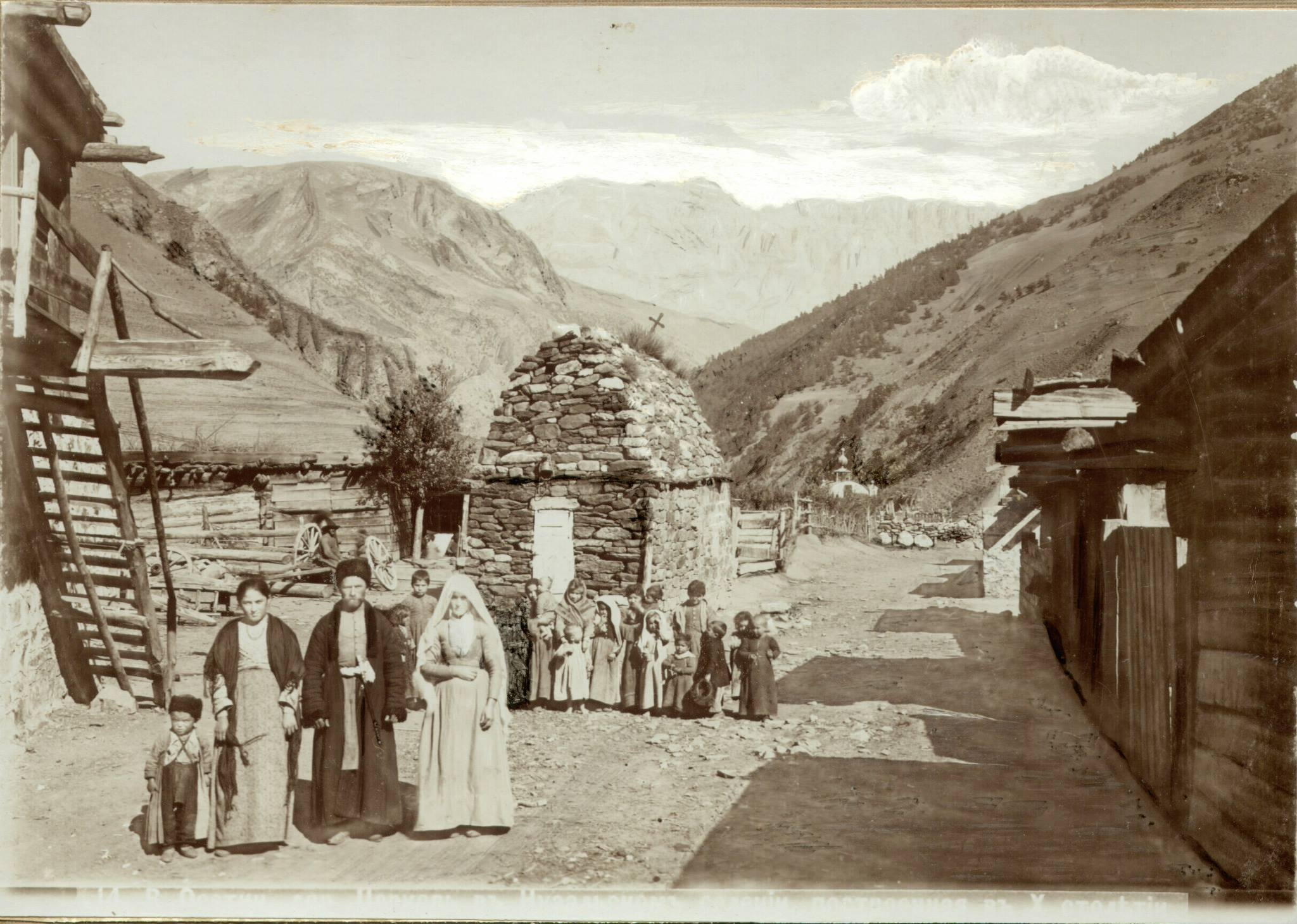
Селение Нузал

Вое́нно-Осети́нская доро́га (груз. ოსეთის სამხედრო გზა, [осэтис самхэдро гза], осет. Уæлладжыры фæндаг) — историческое название военной дороги через Главный Кавказский хребет, соединявшей город Кутаиси и железнодорожную станцию Дарг-Кох (Карджин, транспортный узел на автомагистрали Р217; Кировский район, Северная Осетия–Алания).
Дорога построена в 1897 году. Длина 275 км. Самый высокогорный участок дороги — Мамисонский перевал (2911 метров). Транспортное сообщение по Военно-Осетинской дороге зависит от погоды на высокогорном  участке.
Административно дорога делится на три участка: Владикавказ — Алагир — Мамисонский перевал (Карджин — Алагир — Мамисонский перевал; Россия), Гуршеви Южная Осетия и Они — Амбролаури — Ткибули — Кутаиси 
(Грузия) [туристские маршруты ведут далее – в Самтредиа, Поти, Малтаква (или Уреки, Григолети) на побережье]. 
Дорога утратила своё транспортное значение в связи со строительством Транскавказской автомагистрали. Через Мамисонский перевал движение не осуществляется.

## Достопримечательности
Военно-Осетинская дорога (современное название Транскам) эксплуатировалась с древних времен. Начинаясь у входа в Алагирское ущелье, она через Мамисонский перевал вела в Закавказье. В аланский период на относительно небольшом ее участке располагалось несколько таможенных застав, подконтрольных аланам.
Напротив села Биз, на правом берегу реки Ардон, расположены «Ворота Чырамад» («Известковые ворота») остатки древней таможенной заставы. Ее возведение одни предания связывают с генуэзцами, другие — с местным родом Цахиловых, которые несли здесь караульную службу и взимали плату за проезд. Недалеко от этих мест найден серебряный сасанидский кубок, по предположению археологов, в VII веке взятый в качестве платы за проезд через «Ворота Чырамад».
Выше по течению, также на правом берегу Ардона, расположена Нузальская наскальная крепость, состоящая из нескольких труднодоступных башен. По стойкой народной традиции, здесь будто бы существовал монастырь с кельями, укрытыми в толще горного склона. В кельях якобы хранились древние церковные книги и другие исторические реликвии, в начале XIX века вывезенные грузинским священником И. Русишвили и затем бесследно исчезнувшие. Местные предания, основанные на реальных событиях, гласят, что в Нузальской крепости некогда жил аланский царь Ос-Багатар со своими сыновьями, от которых будто бы происходят почти все фамилии ущелья.
В 2-3 км к югу от посёлка «Бурон, на левом берегу Ардона, расположена таможенная застава Зылын дуар» («Кривые ворота»). Она представляла собой комплекс из заградительных сооружений, подпорных стен и боевой башни, перекрывавших древнюю дорогу. Свое название застава получила из-за кривого невысокого прохода, в случае нападения становившегося непроходимым препятствием для противника. Перед заставой сохранился относительно большой участок мощенной камнем древней дороги.
В 4 км к северу от села Нижний Зарамаг на правом берегу реки Ардон зафиксированы руины Касарского оборонительного комплекса, состоявшего из внушительной башни и мощной заградительной стены 12-метровой толщины. По словам Карла Коха (1837 год), этот комплекс отделял «округ Нижнего Ардона от округа Верхний Ардон». В «Географии Грузии» (1755 года) царевича Вахушти описаны «скалистые врата, устроенные из камня на извести, с большим сводом над рекою… И ущелье это очень крепкое и недоступное».
Буквально рядом с комплексом, в 50 метрах к югу от него расположен склеповый могильник Галфандаг — буквально «Бычья дорога». Из случайных находок отметим две серебряные монеты с арабскими надписями, чеканенные в 800-808 годах в Закавказье в городах Заранг и Баджанис. Здесь же обнаружены стеклянные перстни, относящиеся в VIII-IX векам. В непосредственной близости от башни находится культовый комплекс Мыкалгабырта — святилище в честь покровителей воинов — святых Михаила и Гавриила. Возможно, найденные здесь 2 арабские монеты являлись частью пошлины, взимаемой на Касарском укреплении.

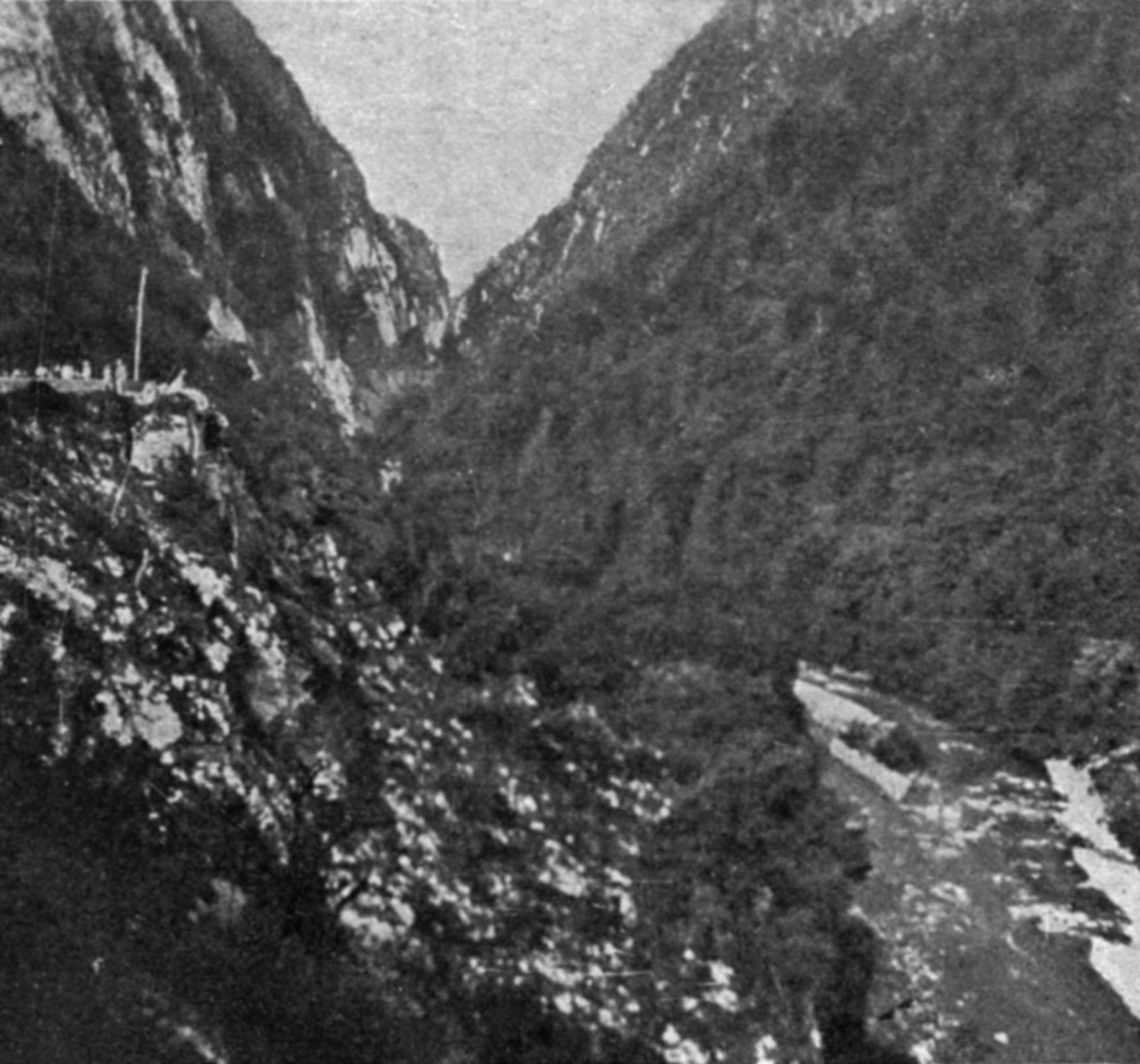
Военно-Осетинская дорога. Старая фотография